# Улица Матушкина
Улица Матушкина — улица на юге Москвы в районе Черёмушки Юго-Западного административного округа между Болотниковской и Новочерёмушкинской улицами.

## Происхождение названия
Проектируемый проезд № 6083 получил название улица Матушкина в октябре 2015 года. Улица названа в честь Героя Советского Союза Льва Матушкина (1927—2014), военачальника, подводника, вице-адмирала Советского Союза, одного из легендарных полководцев Северного флота СССР. Название дано в связи с 70-летием Победы в Великой Отечественной войне. Лев Матушкин долгие годы жил на близлежащей Новочерёмушкинской улице, в доме № 60 к.1.

## Описание
Улица начинается от Болотниковской улицы, проходит на юго-запад, затем поворачивает на северо-запад и выходит на Новочерёмушкинскую улицу. Собственных нумерованных домов не имеет.

## Примечательные здания
- Церковь Симеона и Анны в Новых Черёмушках